# Blue Cap
Die Blue Cap AG ist eine kapitalmarktnotierte Beteiligungsgesellschaft mit Sitz in München. Sie erwirbt und begleitet mittelständische Unternehmen mit einem klaren Ergebnisverbesserungspotenzial sowie Wachstumsperspektiven. Blue Cap ist Eigentümerin auf Zeit. Die Haltedauer beträgt zwischen drei und sieben Jahren. Wertsteigerungsstrategien, die auf einen längeren Zeitraum angelegt sind, werden jedoch gleichermaßen berücksichtigt.
Der Blue Cap Konzern generierte im Geschäftsjahr 2022 einen Umsatz von 347,5 Mio. Euro bei einem (adjusted) EBITDA von 30,4 Mio. Euro. Die Bilanzsumme betrug zum 31. Dezember 2021 299 Mio. Euro.
Die Aktie ist in den Börsensegmenten Scale (Frankfurter Wertpapierbörse) und m:access (Münchner Börse) gelistet.

## Geschäftsmodell
Neue Investments akquiriert die Blue Cap AG über einen strukturierten M&A-Prozess. Voraussetzung für eine Übernahme ist ein grundsätzlich intaktes Geschäftsmodell mit Nischenpositionierung. Die situative Ausgangslage potenzieller Beteiligungen ist unterschiedlich und reicht von Nachfolgelösungen bis Konzernabspaltungen.

## Das Portfolio
Das Unternehmen verfügt über ein Portfolio aus acht mittelständischen Unternehmen. Die Geschäftsfelder, Absatzmärkte und Branchenzyklen, in denen die Beteiligungen aktiv sind, sorgen für einen hohen Diversifizierungsgrad des Portfolios. Aktuell gehören die folgenden Firmen zum Portfolio der Blue Cap AG:
- Neschen Coating GmbH, Beteiligungsquote 100 %
- Planatol GmbH, Beteiligungsquote 100 %
- H+E Gruppe, Beteiligungsquote 71 %
- con-pearl GmbH, Beteiligungsquote 100 %
- nokra Optische Prüftechnik und Automation GmbH, Beteiligungsquote 90 %
- HY-LINE Gruppe, Beteiligungsquote 93 %
- Transline Gruppe, Beteiligungsquote 100 %
- INHECO Industrial Heating & Cooling GmbH, Beteiligungsquote 42 %